# Moss Sweedler
Moss Eisenberg Sweedler (Brooklyn, 29 de abril de 1942) é um matemático estadunidense.
Sweedler obteve um doutorado no Instituto de Tecnologia de Massachusetts em 1965, orientado por Bertram Kostant, com a tese Cocommutative Hopf-algebras with antipode. Foi professor da Universidade Cornell.
Foi palestrante convidado do Congresso Internacional de Matemáticos em Vancouver (1974: Something like the Brauer group). É fellow da American Mathematical Society.

## Obras
- Hopf algebras with one grouplike element, Trans. Amer. Math. Soc., Volume 127, 1967, p. 515–526. 1967
- Cocommutative Hopf algebras with antipode, Bull. Amer. Math. Soc., Volume 73, 1967, p. 126–128
- Cohomology of algebras over Hopf algebras, Trans. Amer. Math. Soc., Volume 133, 1968, p. 205–239
- The Hopf algebra of an algebra applied to field theory, J. Algebra, Volume 8, 1968, p. 262–276
- Hopf Algebras, Benjamin 1969
- com Stephen Urban Chase: Hopf Algebras and Galois theory, Lecture notes in mathematics, Springer 1969
- com H. P. Allen: A theory of linear descent based upon Hopf algebraic techniques, J. Algebra, Volume 12, 1969, p. 242–294
- Groups of simple algebras, Institut des Hautes Etudes Scientifiques, Volume 44, 1975, p. 79–189.
- com D. Haile, R. Larson: A new invariant for the complex numbers over the real numbers, American Journal of Mathematics, Volume 105, 1983, p. 689–814.